# Desa Karangkates
Desa Karangkates är en administrativ by i Indonesien.   Den ligger i provinsen Jawa Timur, i den västra delen av landet, 700 km öster om huvudstaden Jakarta. Desa Karangkates ligger vid sjöarna  Waduk Karangkates och Waduk Laor.